# Ornitologija
Ornitologija je grana zoologije koja se bavi pticama (Avis). Ptice su s oko 9000 vrsta vrstama najbogatiji razred kralježnjaka nakon riba. Između ostalih, tu spadaju fiziologija, taksonomija, ekologija i ponašanje (uključivo glasanje i selidbeno ponašanje) ptica. Posebna grana ornitologije je i istraživanje ponašanja i putova ptica selica, na primjer uz pomoć prstenovanja. U novije vrijeme se ornitologija povezuje sa zaštitom ptica, odnosno prirode.
Ornitologijom se bave, uz profesionalne znanstvenike - ornitologe i brojni ornitolozi amateri čiji doprinos je značajan na primjer u razumijevanju biologije pojedinih vrsta, grupa vrsta kao i regionalne faune. Osim toga, značajno doprinose akcijama prstenovanja kao i praćenja kretanja već prstenovanih ptica.
U Hrvatskoj je Zavod za ornitologiju (osnovan 1901. kao Hrvatska ornitološka centrala) znanstvena ustanova koja sustavno provodi ekološka, faunistička i taksonomska ornitološka istraživanja. Od 1996. u sastavu Zavoda djeluje i Ornitološka postaja na otoku Cresu.

## Neka područja rada ornitologije
- Sistematika i taksonomija ptica

- Odnosi sa srodnim razredom gmazova; sistematikom ptica

- Anatomija i fiziologija ptica
- Orijentiranje ptica u prostoru (modeli geoinformacijskih sistema područje rasprostranjenosti i selidbi, prstenovanje)
- Istraživanje ponašanja, tehnike leta ptica
- Primijenjena ornitologija (ptice kao korisne odnosno štetne životinje, vidi i kukce)

- Uzgajališta ptica za prehrambenu industriju
- Korištenje ptica u gospodarstvu (na primjer trgovina životinjama, turizam, golubovi pismonoše...)
- Ptice kao prijenosnici bolesti kao na primjer ptičja gripa.

## Ornitološki rezervati u Hrvatskoj
- Ornitološki rezervat Palud

## Vanjske poveznice
- Hrvatsko ornitološko društvo  Arhivirana inačica izvorne stranice od 19. kolovoza 2012. (Wayback Machine)
- BIOM